# LaShanda Korley
LaShanda Teresa James Korley es profesora distinguida de ciencias de los materiales en la Universidad de Delaware y experta en materia blanda, polímeros y materiales inspirados en la naturaleza. A mayor escala, Korley también está trabajando en el desarrollo de estrategias y tecnologías para prevenir los residuos plásticos en vertederos y océanos mediante el reciclaje de residuos plásticos a productos más valiosos. Dirige tales esfuerzos a través del Centro de Innovación Plástica, el Centro de Investigación en Materias blandas y Polímeros, y también el Centro de Materiales Híbridos, Activos y Responsivos (CHARM).[Korley fue galardonado con la Organización Nacional para el Avance Profesional de Químicos e Ingenieros Químicos Negros Lloyd N. Premio Ferguson Young Scientist a la Excelencia en Investigación.

## Biografía

### Primeros años y educación
A la edad de seis años, Korley se había dado cuenta de que quería enseñar.Le dio a su abuela pruebas que hizo e impartió clases en una pizarra de juguete. Korley estudió química en la Universidad Clark Atlanta y se graduó en 1998. Obtuvo su licenciatura en ingeniería química en Georgia Tech en 1999. Ella ha dicho que seleccionó ingeniería química porque disfrutaba de la física, la química y las matemáticas. Korley se mudó al Instituto de Tecnología de Massachusetts para sus estudios de doctorado, donde fue miembro del Programa de Ciencia y Tecnología de Polímeros. Trabajó junto a Paula T. Hammond sobre las propiedades materiales de los poliuretanos.Después de obtener su doctorado en 2005, se unió a la Universidad de Cornell como becaria de diversidad académica del rector.

### Investigación y carrera
Korley se desempeñó como profesor asociado de Climo en el Departamento de Ciencia Macromoleculares e Ingeniería de la Universidad Case Western Reserve desde 2007. Su investigación implica el diseño inspirado en la naturaleza, el llamado biomimismo, de materiales sintonizables mejorados mecánicamente. Ha estudiado materiales higromórficos para la actuación controlada, materiales híbridos de péptidos y geles moleculares. En Case Western Reserve University, su laboratorio se llamaba M-cubed (materiales multifuncionales mejorados mecánicamente). Dirigió el Centro de Sistemas Poliméricos en Capas de la Fundación Nacional de Ciencias. Ese año fue seleccionada para el simposio de la Academia Nacional de Fronteras de Ingeniería. En esta capacidad colaboró con la Real Academia de Ingeniería y la Academia China de Ingeniería. En 2013, Korley se convirtió en galardonado con la Beca de Oportunidades ADVANCE de Carreras Académicas en Ingeniería y Ciencia (ACES).Regresó al Instituto de Tecnología de Massachusetts en 2015 como becaria visitante de Martin Luther King.Aquí trabajó en estructuras impresas en 3D que se podían modificar usando luz. También demostró que era posible mejorar las propiedades mecánicas de los polímeros cambiando la velocidad a la que se añadían diferentes componentes a una mezcla.
En 2018, Korley se unió a la Universidad de Delaware como Profesor Asociado Distinguido. En la Universidad de Delaware Korley es Investigador Principal de las Asociaciones de la Fundación Nacional de Ciencias para la Investigación y la Educación Internacional (PIRE). Ha investigado la estructura molecular del pepino de mar, la seda caddisfly y la matriz extracelular en un esfuerzo por diseñar materiales para robótica suave, envases de alimentos y recubrimientos resistentes a arañazos. Fue galardonada con la Organización Nacional para el Avance Profesional de Químicos e Ingenieros Químicos Negros de 2019Lloyd N. Premio Ferguson Young Scientist a la Excelencia en Investigación que reconoce su trabajo en materiales bioinspirados. En 2020, fue elegida miembro del Colegio de Becarios del Instituto Americano de Ingeniería Médica y Biológica (AIMBE), uno de los mayores reconocimientos posibles para un ingeniero médico y biológico.
Korley se desempeña como codirector del Taller de la Facultad del Futuro de la Universidad de Delaware.También codirige el Centro de Materiales Híbridos, Activos y Responsivos de la Universidad de Delaware, que tiene como objetivo guiar la investigación de materiales fundamentales.

## Premios
- Cámara de Comercio del Condado de New Castle 2020
- Becario del Instituto Americano de Ingeniería Médica y Biológica (AIMBE) 2020
- 2019 NOBCChE Lloyd N. Premio Ferguson Young Scientist
- Profesor joven de DuPont 2011[6]

## Publicaciones seleccionadas
- Van de Voorde, K. ; Pokorski, J. P.; y Korley, L.T.J. ; "Explorando los efectos morfológicos en la mecánica de las fibras extruidas PLA/PCL mezcladas Fabricadas con coextrusión multicapa", Macromoléculas 2020, doi:10.1021/acs.macromol.0c00289
- M. Chen et al., "Living Additive Manufacturing: Transformation of Parent Gels into Diversely Functionalized Daughter Gels Made Possible by Visible Light Photoredox Catalysis", ACS Cent. Sci., vol. 3, no. 2, pp. 124-134, enero de 2017, doi: 10.1021/acscentsci.6b00335.
- R. S. Waletzko, L. T. J. Korley, B. D. Paté, E. L. Thomas y P. T. Hammond, "Papel de mayor cristalinidad en la estructura inducida por la deformación de los elastómeros de poliuretano termoplástico segmentados con segmentos blandos PEO y PEO−PPO−PEO y segmentos duros HDI", Macromolecules, vol. 42, no. 6, pp. 2041-2053, marzo de 2009, doi: 10.1021/ma8022052
- L. T. J. Korley, B. D. Paté, E. L. Thomas y P. T. Hammond, "Efecto del grado de orden de segmentos blandos y duros en la morfología y el comportamiento mecánico de los poliuretanos segmentados semicrystalinos", Polymer, vol. 47, no. 9, pp. 3073-3082, abril de 2006, doi: 10.1016/j.polymer.2006.02.093.